# Pegomya tenuiramula
Pegomya tenuiramula är en tvåvingeart som beskrevs av Ge, Li och Fan 1988. Pegomya tenuiramula ingår i släktet Pegomya och familjen blomsterflugor. Inga underarter finns listade i Catalogue of Life.